# Ébouillantage

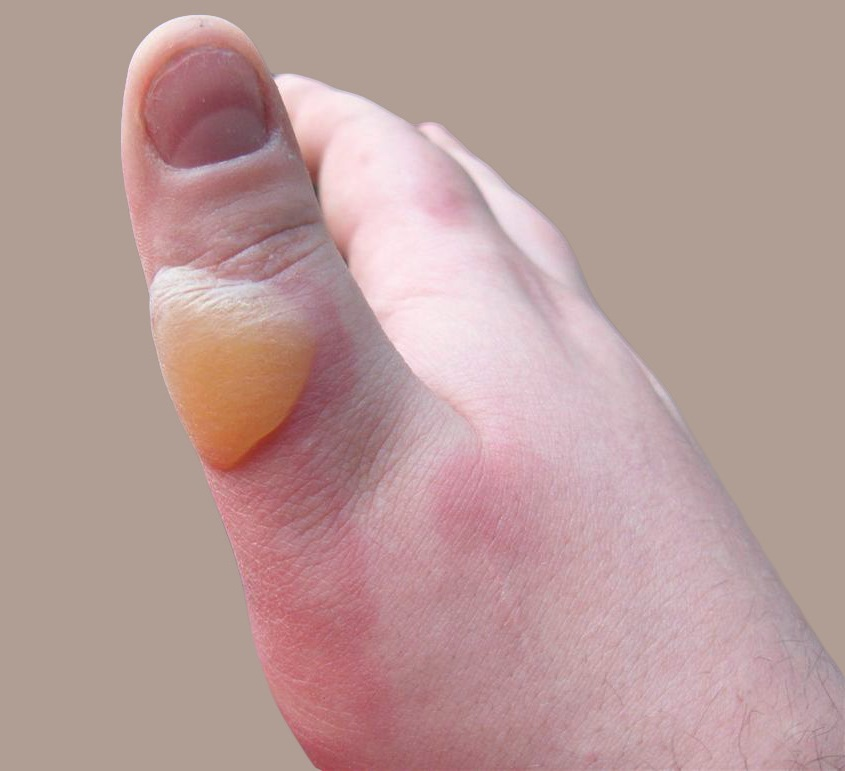
Un pouce après ébouillantage.

L'ébouillantage est la forme de brûlure engendrée par l'exposition à des fluides chauds tels que de l'eau ou de la vapeur. Généralement accidentel, il est parfois utilisé comme méthode d'exécution capitale, la mort par ébouillantage.